# Nazionale femminile under 19 di calcio della Scozia
La Nazionale Under-19 di calcio femminile della Scozia è la rappresentativa calcistica femminile internazionale della Scozia formata da giocatrici al di sotto dei 19 anni, gestita dalla Federazione calcistica della Scozia (Scottish Football Association - SFA).
Come membro dell'Union of European Football Associations (UEFA) partecipa a vari tornei di calcio giovanili internazionali riservati alla categoria, come al Campionato europeo UEFA Under-19 e ai tornei a invito come il Torneo di La Manga.
I migliori risultati sportivi raggiunti in ambito UEFA dalla formazione sono le sei partecipazioni alla fase finale.

## Partecipazioni ai tornei internazionali

### Piazzamenti agli Europei Under-18
- 1998: Non qualificata
- 1999: Non qualificata
- 2000: Non qualificata
- 2001: Non qualificata

### Piazzamenti agli Europei Under-19
- 2002: Non qualificata
- 2003: Non qualificata
- 2004: Non qualificata
- 2005: Fase a gironi
- 2006: Non qualificata
- 2007: Non qualificata
- 2008: Fase a gironi
- 2009: Non qualificata
- 2010: Fase a gironi
- 2011: Non qualificata
- 2012: Non qualificata
- 2013: Non qualificata
- 2014: Fase a gironi
- 2015: Non qualificata
- 2016: Non qualificata
- 2017: Fase a gironi
- 2018: Non qualificata
- 2019: Fase a gironi
- 2020 - 2021: Tornei cancellati
- 2022: Non qualificata
- 2023: Non qualificata

## Tecnici
- Tony Gervaise (2005-2009)
- Shelley Kerr (2009-2013)
- Gareth Evans (2013-2017)
- Pauline Hamill (2017-)